# Doble tap
Un doble tap, o par controlado, es una técnica que consiste en realizar dos disparos bien apuntados al mismo blanco en muy poco tiempo. El entrenamiento y la práctica del doble-tap mejora la precisión general del tirador incluso cuando no tiene los brazos completamente extendidos, por lo que el segundo disparo suele ser el mejor. El término martillo ("hammer") a veces se usa para describir al doble-tap en el cual las miras del arma no fueron re-alineadas por el tirador entre los disparos.
Otro significado de "double tap" puede ser también una técnica mediante la cual se bombardea un blanco desde un avión, y luego se lo bombardea nuevamente cuando los esfuerzos de socorro de la zona afectada están proceso.
También existe una frase como dato aparte que al principio parece regular: Double tap to edit, pero en realidad es un juego de palabras referida a varios sentidos de comprensión. Quizá la más popular se refiera al indicador de corregir un trabajo, por ejemplo de internet y/o sea añadida como verso en la escritura de un texto poético o no.

## Fuente
- Esta obra contiene una traducción  derivada de «Double tap» de Wikipedia en inglés, publicada por sus editores bajo la Licencia de documentación libre de GNU y la Licencia Creative Commons Atribución-CompartirIgual 4.0 Internacional.

- Datos: Q2586968